# Доминиканская партия освобождения
Доминиканская партия освобождения (исп. Partido de la Liberación Dominicana — Партия освобождения Доминиканы) — одна из двух ведущих партий Доминиканской Республики.

## История
Партия была основана 15 декабря 1973 года известным доминиканским политиком и писателем Хуаном Бошем. Бош ранее основал Доминиканскую революционную партию, но к 70-м годам её платформа заметно изменилась, а Бош потерял рычаги влияния на неё. ДПО создавалась как партия, занимающая более левые позиции по сравнению с ДРП.
Кандидатом в президенты от партии на протяжении длительного времени был её основатель и лидер Хуан Бош. В 1996 году представитель партии Леонель Фернандес впервые победил на президентских выборах, набрав 38,9% голосов в первом туре и 51,3% во втором. В 2000 году он не имел конституционного права участвовать в выборах, и вместо него в выборах участвовал Данило Медина, набравший 24,94% голосов в первом туре, но снявший свою кандидатуру перед вторым туром. В 2004 году в выборах Фернандес вновь принял участие в выборах и победил в первом же туре, набрав 57,1% голосов. К этому времени конституционный запрет на два президентских срока подряд был снят, и в 2008 году Фернандес участвовал в выборах и был переизбран с результатом в 53,83% голосов в первом туре.
В 2012 году представитель партии Данило Медина победил на президентских выборах, набрав 51,21% голосов в первом туре. В 2016 году он был переизбран, набрав в 1-м туре 61,74% голосов.
Партия занимает большинство в Палате депутатов и Сенате с 2006 года. На выборах 2016 года партия получила 106 депутатских мест из 190 в Палате депутатов и 26 из 32 в Сенате.